# 李相喆 (軍人)
李 相喆（イ・サンチョル、이상철）は大韓民国の軍人。

## 経歴
立命館大学入学。学徒出陣して日本軍少尉。
1946年3月23日付で軍事英語学校を卒業して少尉に任官（軍番10081番）。第6連隊小隊長。
1949年、第6旅団作戦参謀。
1949年12月19日、第22連隊長（中佐）。
1950年9月、大邱訓練所第5新兵大隊長。
1950年10月8日、第5師団第27連隊長（大佐）。
1953年10月1日、京畿道地区兵事区司令官。
1953年11月18日、第28師団長（准将）。
1961年、第3管区司令官。
1962年、第1軍団長。
1963年、第2軍団長。

## 叙勲
- 乙支武功勲章
- レジオン・オブ・メリット - 1956年2月24日[10]